# Stückgarten

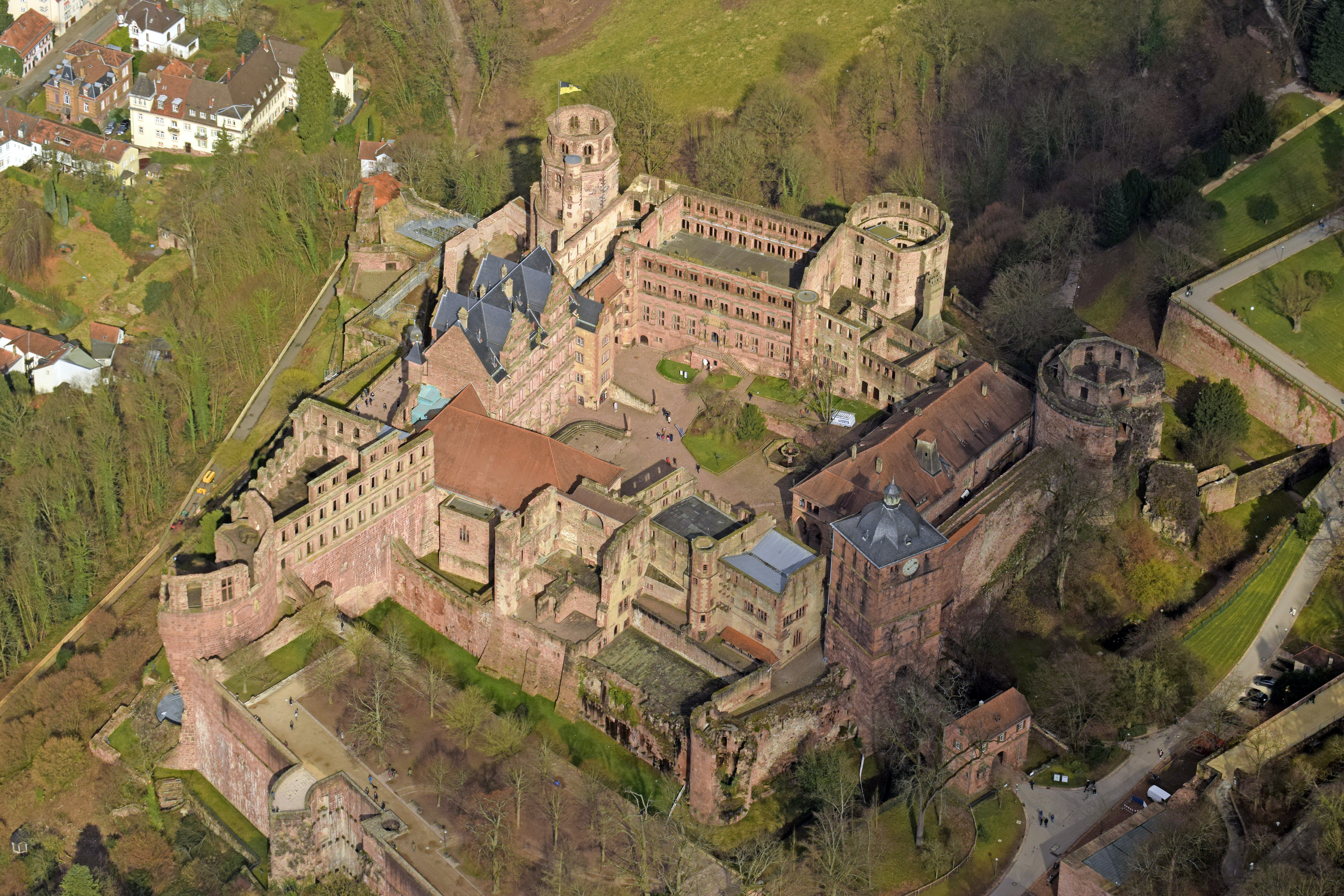
Luftbild des Heidelberger Schlosses, zentral im Vordergrund der Stückgarten

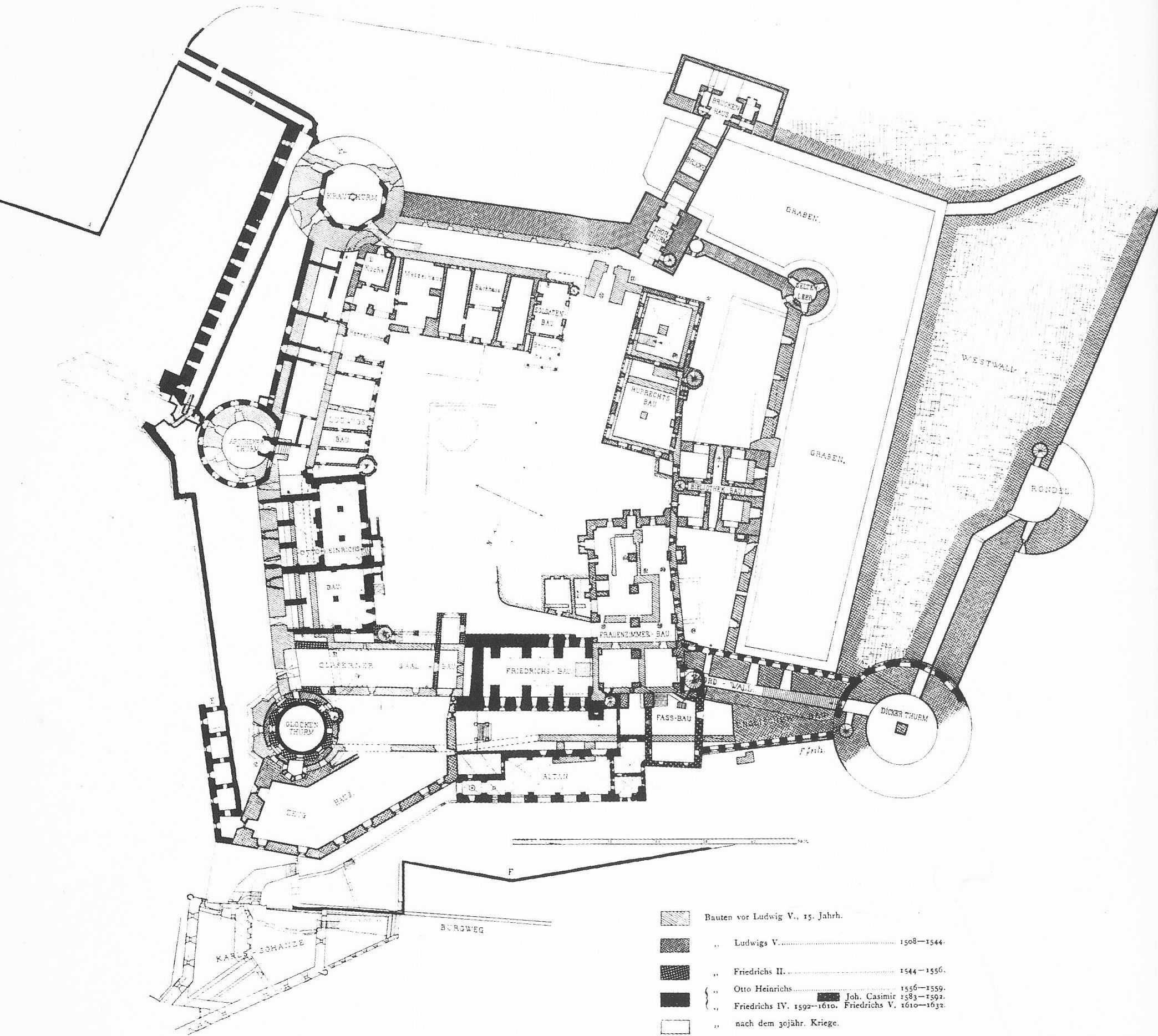
Plan des Heidelberger Schlosses von 1891, ganz rechts der Stückgarten (markiert als „Westwall“)

Als Stückgarten wird die Westterrasse des Heidelberger Schlosses bezeichnet. Der Name leitet sich von den Kanonen her, die dort in der Frühen Neuzeit aufgestellt waren und die (heute veraltet) auch als „Stücke“ bezeichnet wurden. Anfangs rein für Verteidigungszwecke genutzt, erfolgte im frühen 17. Jahrhundert der Umbau zu einer Gartenanlage. Der Zugang wird durch das Elisabethentor markiert, das um 1615 als Geschenk für die Kurfürstin Elisabeth Stuart entstand. Während der Nutzungszeit des Schlosses bestand im Stückgarten außerdem ein Vogelhaus, das später zur Orangerie umgebaut wurde, von dem heute aber nur noch Grundmauern sichtbar sind. Heute dient der Stückgarten vor allem als Aussichtspunkt für die Schlossbesucher, von dem aus bei klarer Sicht ein Blick bis in den Pfälzerwald jenseits der Rheinebene möglich ist. Der Stückgarten verbindet den Schlossvorhof im Süden mit dem „Dicken Turm“ im Norden. Östlich befindet sich als tiefer Einschnitt in den Schlossberg der „Hirschgraben“, nach Westen ragt der Stückgarten auf steilen Stützmauern über der Heidelberger Altstadt auf.

## Geschichte
Der Stückgarten entstand in der Renaissance, als der pfälzische Kurfürst Ludwig V. ab 1524 westlich des Schlosses einen künstlichen Erdwall aufschütten ließ, auf den eine Terrasse zur Aufstellung von Kanonen gesetzt wurde. Ludwig gehörte zu den Kurfürsten, die aus der mittelalterlichen Burg oberhalb Heidelbergs eine repräsentative Festung machten, die gleichzeitig den leistungsfähigeren Waffen gewachsen sein sollte, die es seit Einführung des Schießpulvers gab. Auf der Westseite wurde der Stückgarten durch das sogenannte Rondell gesichert, einen fünfstöckigen Rundturm, den der Schlossbaumeister Lorenz Lechler entwarf.

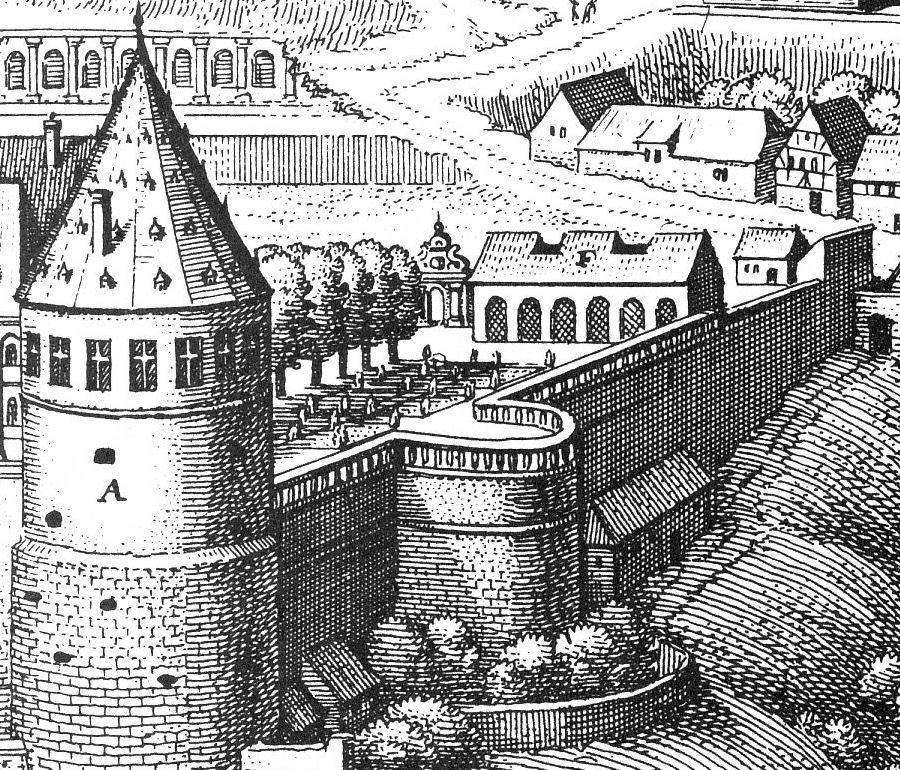
Stückgarten mit Rondell, Elisabethentor und Vogelhaus, radiert von Matthäus Merian, 1645

Bereits der ab 1610 regierende Kurfürst Friedrich V. gab der Terrassenanlage jedoch einen neuen Zweck, indem er sie in einen Lustgarten umwandeln ließ und damit die Verteidigungskraft des Schlosses schwächte. Diese Entwicklung stand im Zusammenhang mit seinem frühabsolutistischen Repräsentationswillen, für den die prachtvolle Zurschaustellung des herrscherlichen Reichtums wichtiger war als die Sicherung der Residenz gegen potenzielle Angreifer. Das Rondell wurde zu diesem Zweck um ein Stockwerk verkleinert, sodass es nun auf derselben Höhe abschloss wie die Terrassenanlage und nicht mehr darüber hinausragte. Die Terrasse wurde mit Zierbeeten ausgefüllt, durch die hindurch eine Allee auf den Englischen Bau zulief. Parallel zu den Umbauarbeiten am Stückgarten entstand südlich und östlich des Schlosses der Hortus Palatinus als bedeutend größere Gartenanlage.
Für die Gestaltung des Stückgartens wie auch des Hortus Palatinus wurden die englischen Architekten Inigo Jones und Salomon de Caus entscheidend, die Friedrich V. bei seinem Aufenthalt in England 1612/1613 kennengelernt hatte. Bei dieser Reise auf die britischen Inseln hatte Friedrich zudem seine Heirat mit der englischen Königstochter Elisabeth Stuart in die Wege geleitet. Zu dem großen Aufwand, den er für seine Braut betrieb, zählt auch die Errichtung des Elisabethentors am Stückgarten. An dieses Prunktor schloss ein Vogelhaus an, sodass der Stückgarten – anders als heute – nicht zum Schlossvorhof hin offen war. Dies änderte sich erst im 19. Jahrhundert mit dem Abriss des Vogelhauses.
Als der Dreißigjährige Krieg auf Heidelberg übergriff, erwiesen sich die um das Schloss aufgeführten Terrassen als hinderlich für die Verteidigung. Da sich von diesen Terrassen aus das Schloss wie auf einem Präsentierteller anbot, wurden eiligst oberhalb des Gartens Wälle und Schanzen errichtet. Zerstörerischer wirkte sich auf Heidelberg letztlich aber der Pfälzische Erbfolgekrieg am Ende des 17. Jahrhunderts aus, bei dem Stadt und Schloss zweimal von französischen Truppen eingenommen und verwüstet wurden. Bei der zweiten Einnahme im Jahr 1693 wurden auch die beiden monumentalen Festungstürme am Stückgarten, das Rondell und der Dicke Turm, gesprengt, wodurch jeweils die eine Hälfte der beiden Türme zur Stadt hin wegbrach.

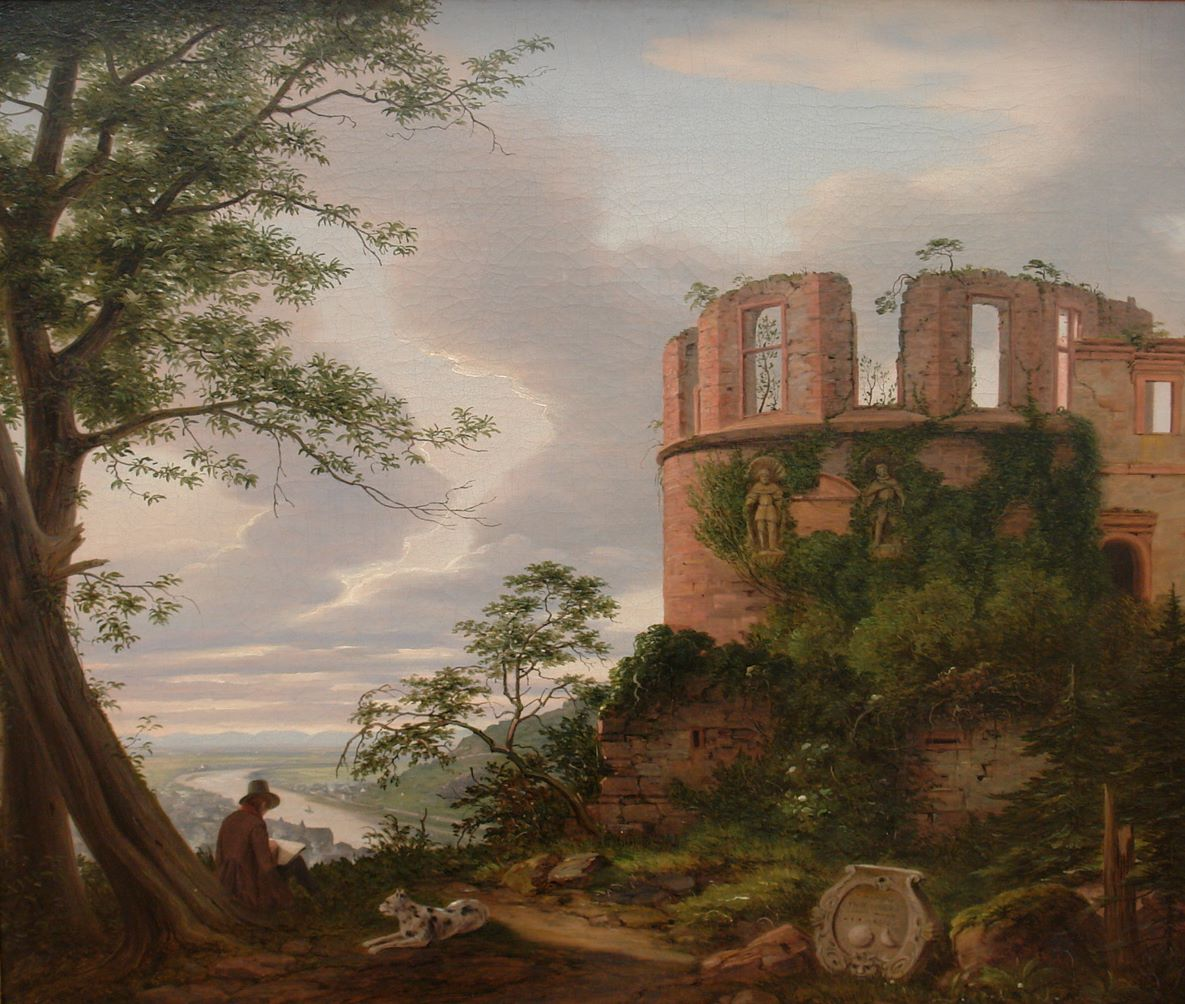
Die verfallene Terrasse des Stückgartens (um 1825/1830), Gemälde von Christian Philipp Koester im Museum Georg Schäfer
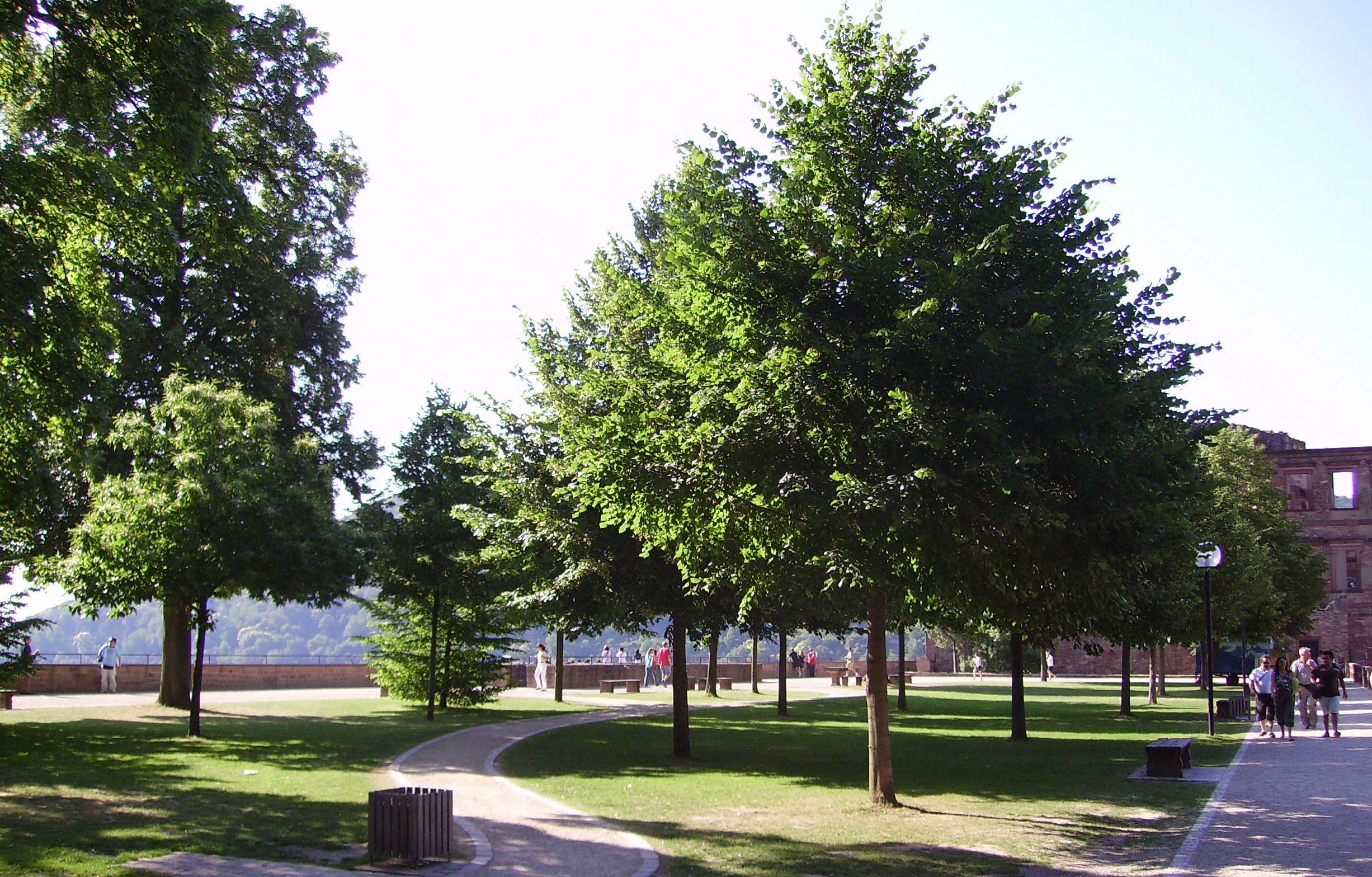
Blick durch den als Touristenziel eingerichteten Stückgarten
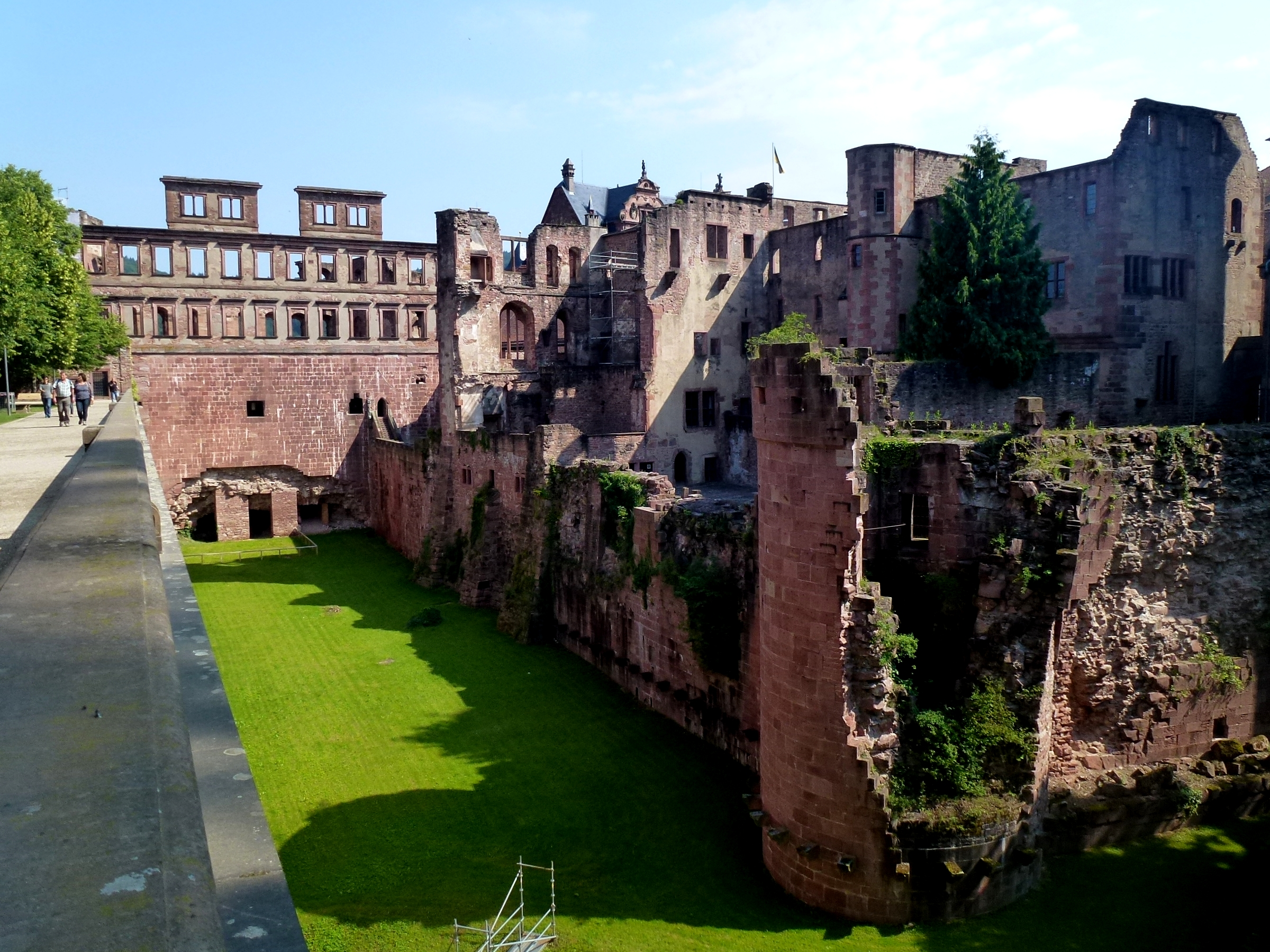
Blick vom Stückgarten über den Hirschgraben auf die zentralen Bauten des Schlosses (links hinten der Englische Bau)
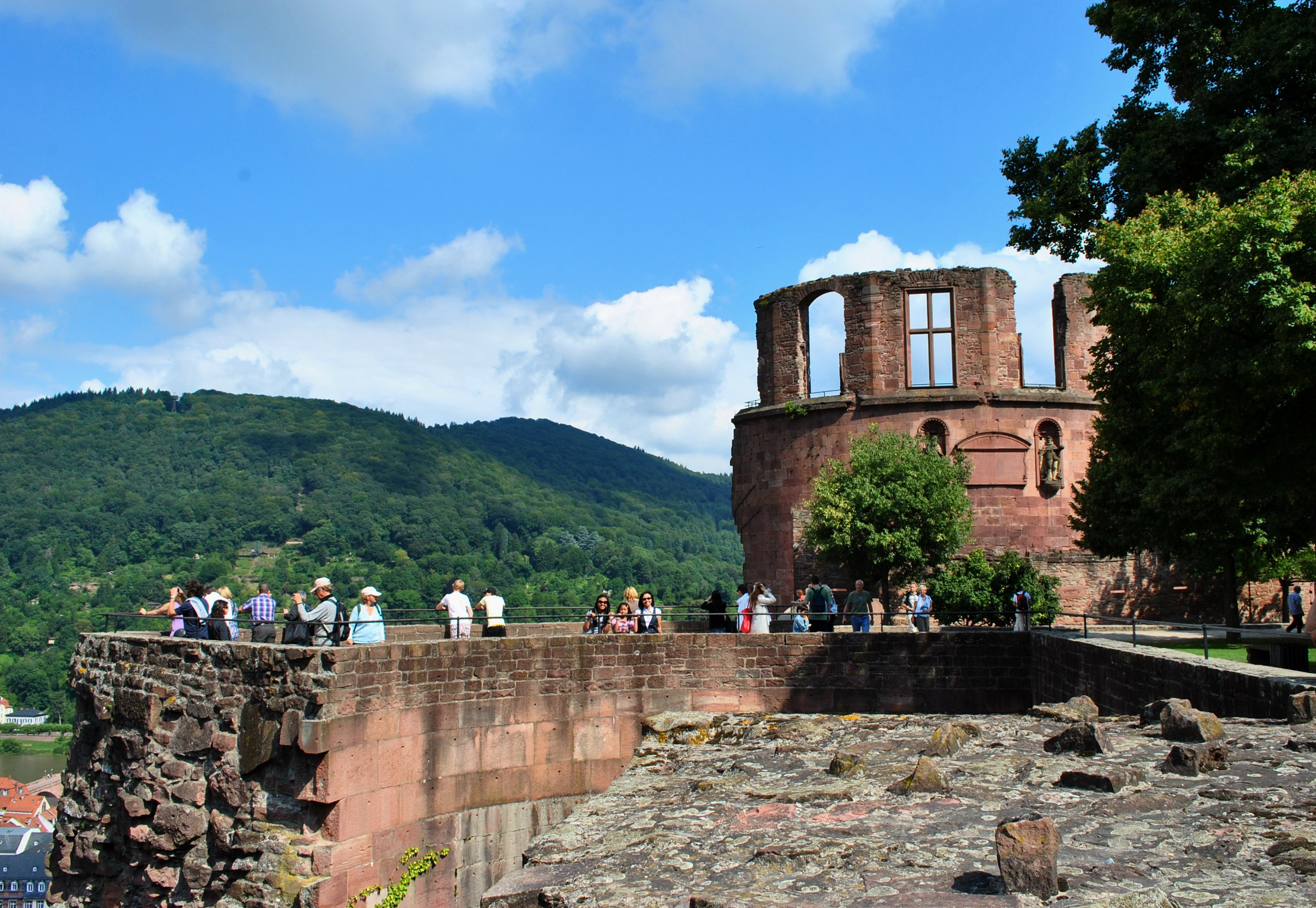
Heutiger oberer Abschluss des halb weggesprengten Rondells
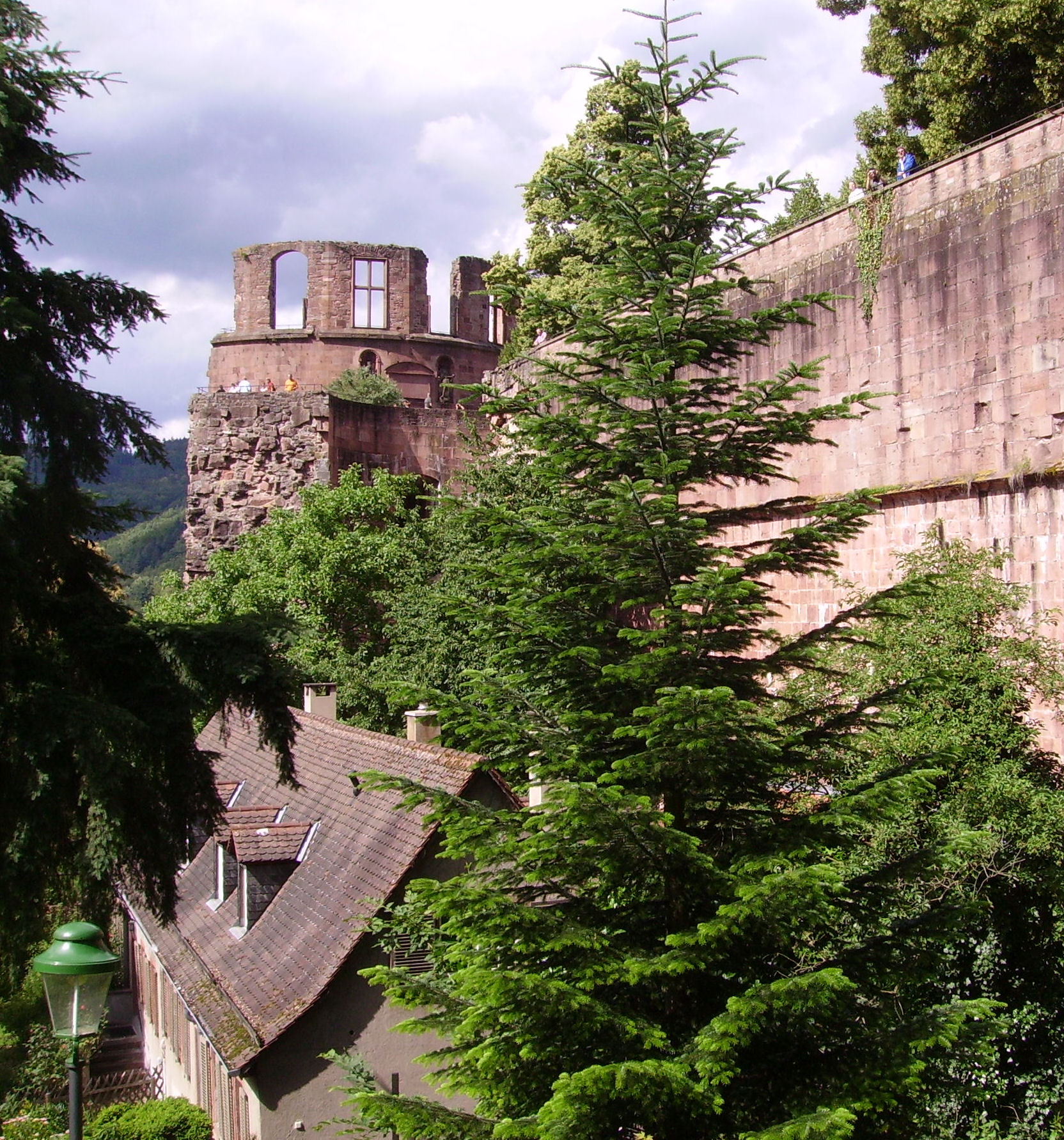
Westliche Stützmauer des Stückgartens mit dem Dicken Turm im Hintergrund und davor den Mauerzügen des Rondells

## Elisabethentor

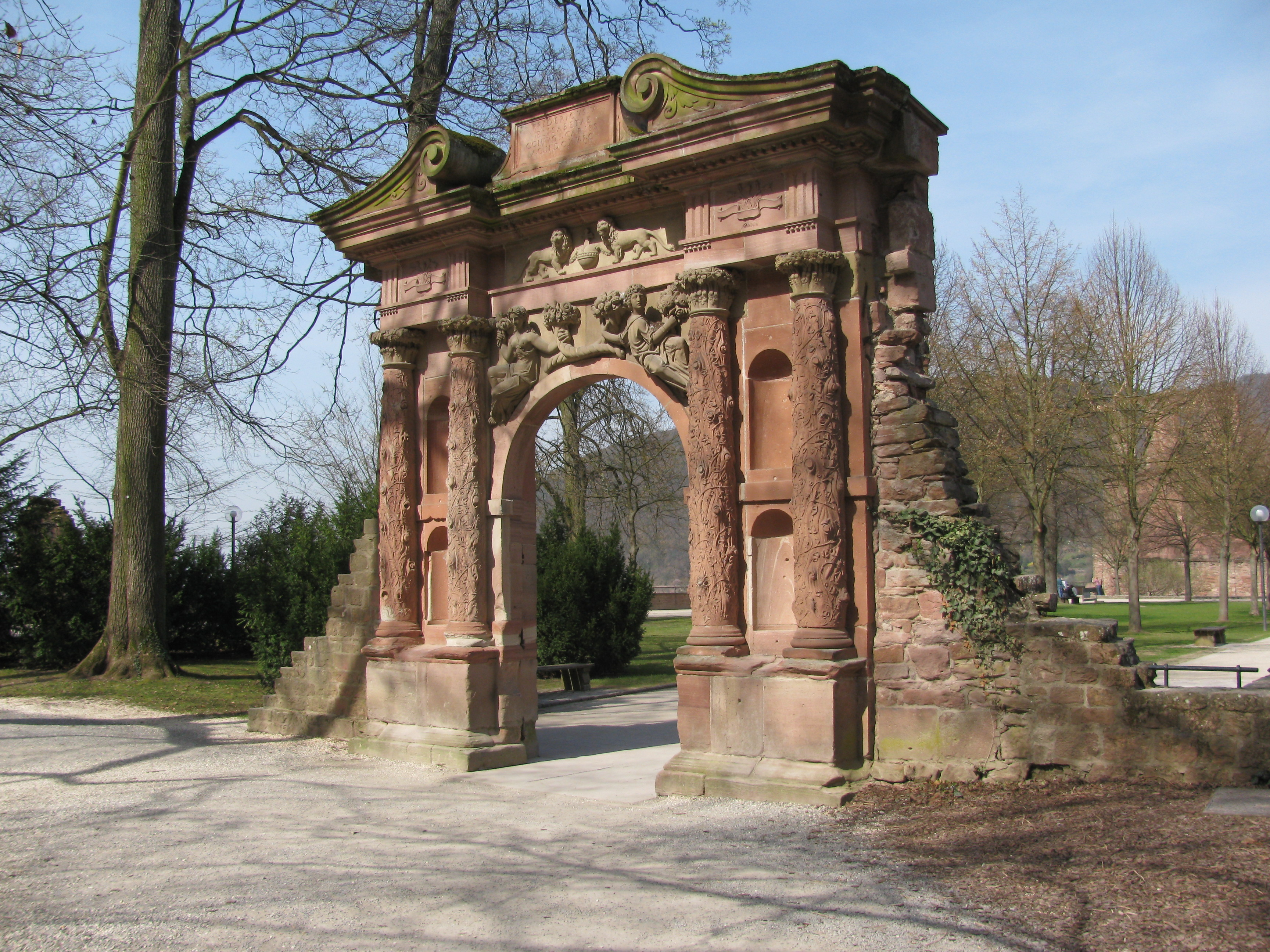
Elisabethentor

Den Eingang vom Schlossvorhof zum Stückgarten bildet das Elisabethentor. Es steht dem Englischen Bau gegenüber nahe am Hirschgraben und ist neben dem Englischen Bau und dem Theater im Dicken Turm einer der Umbauten, die Friedrich V. zu Ehren seiner Gemahlin Elisabeth Stuart vornehmen ließ.
Das Tor soll eine Überraschung für die junge Ehefrau gewesen sein und wurde angeblich in einer einzigen Nacht des Jahres 1615 als Geschenk anlässlich ihres 20. Geburtstags errichtet. Doch gibt es keinen urkundlichen Beleg dafür. Es trägt die in Stein geschlagene lateinische Widmung:

“FRIDERICVS V ELISABETAE CONIVGI. CARISS (IMAE) A(NN0). C(HRISTI). MDCXV. F(ACIENDUM). C(URAVIT)”

„Friedrich V. ließ (das Tor) seiner vielgeliebten Gemahlin Elisabeth im Jahre des Herrn 1615 errichten.“

Das Elisabethentor wurde wie die meisten Bauwerke des Schlosses aus rotem Sandstein im Stil eines Triumphbogens errichtet und ist das erste Monument des Barock auf dem Heidelberger Schloss. Architekt des Tors war Salomon de Caus, einer der beiden Architekten, die mit Elisabeth nach Heidelberg gekommen waren. Die Südseite ist die Schauseite, dort tragen zwei Doppelsäulen das Gebälk und den Giebel. Dieser ist als gesprengter Giebel ausgeführt, also in der Mitte unterbrochen, wobei die inneren Ecken der beiden Teilgiebel mit Voluten verziert sind. Die vier Säulen des Elisabethentors sind als Baumstämme dargestellt, um die sich Efeu rankt. Im Laub ist allerlei Getier versteckt: Frosch, Käfer, Schnecke, Eidechse oder Eichhörnchen.

## Vogelhaus (Orangerie)
Direkt neben dem Elisabethentor stand das Vogelhaus, das den südlichen Abschluss des Stückgartens bildete. Die Orangerie, das ehemalige Vogelhaus, wurde Anfang des 18. Jahrhunderts bis zum Burggraben vergrößert, indem das Elisabethentor mit einbezogen wurde. Das Orangeriehaus sollte in ein zweistöckiges Gasthaus mit einer Wohnung für den Wirt umgebaut werden, was vom kurpfälzischen Hof abgelehnt wurde. Heute zeigen nur noch Reste an der westlichen Mauer sowie die Steinplatten im Boden die Ausmaße an. Die Pflanzen der Orangerie sollen im Jahr 1725 ins Schloss Schwetzingen gebracht worden sein.
Die Genehmigung für den Abbruch der Orangerie wurde anlässlich eines Besuches des Kurfürsten im Jahr 1805 erteilt. Danach wurden der Stückgarten, der Schlossvorhof und der Terrassengarten zu einer Gartenanlage zusammengefasst und als öffentlicher Park für die Bevölkerung freigegeben.

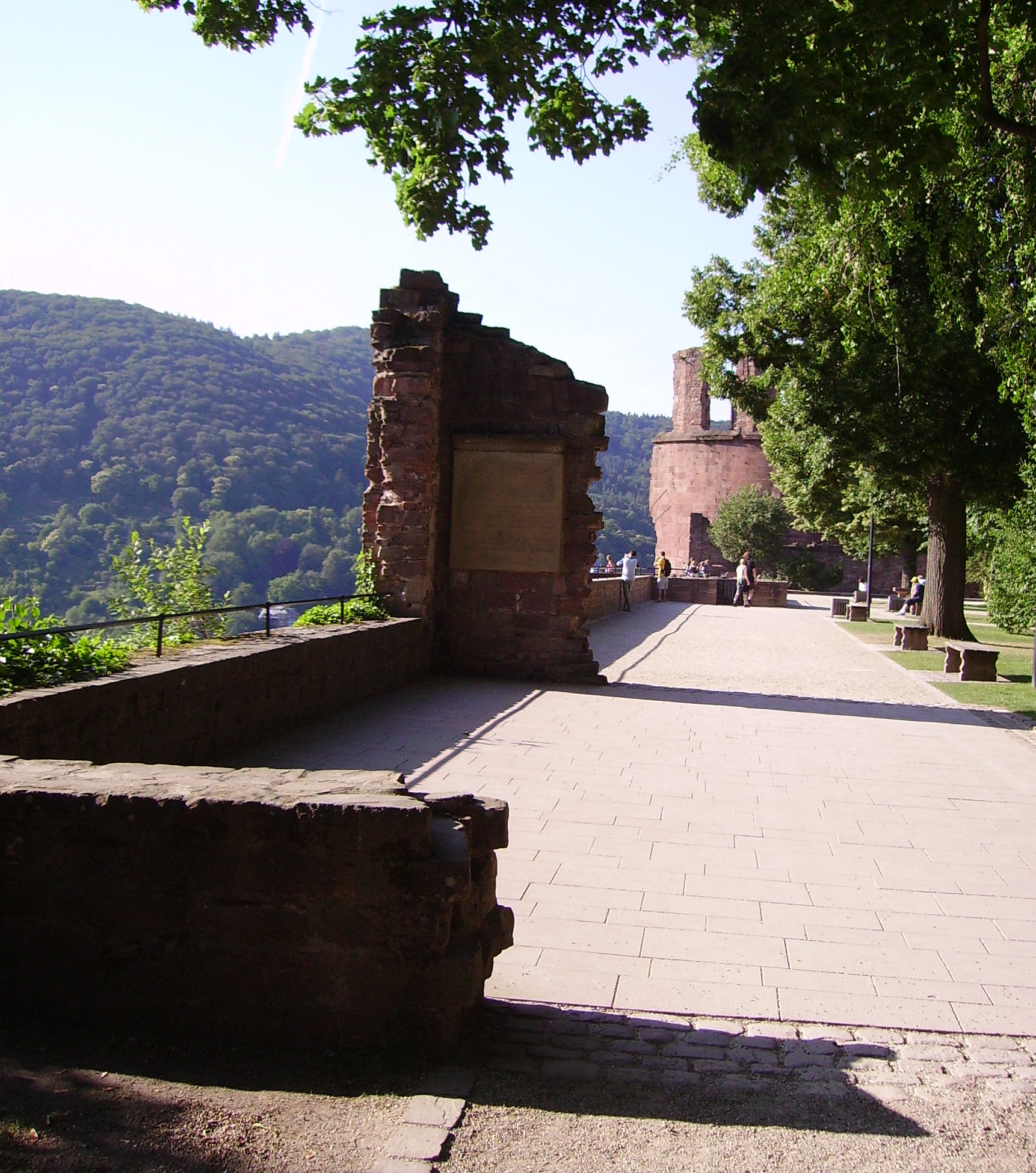
Ehemaliges Standort des Vogelhauses im Stückgarten
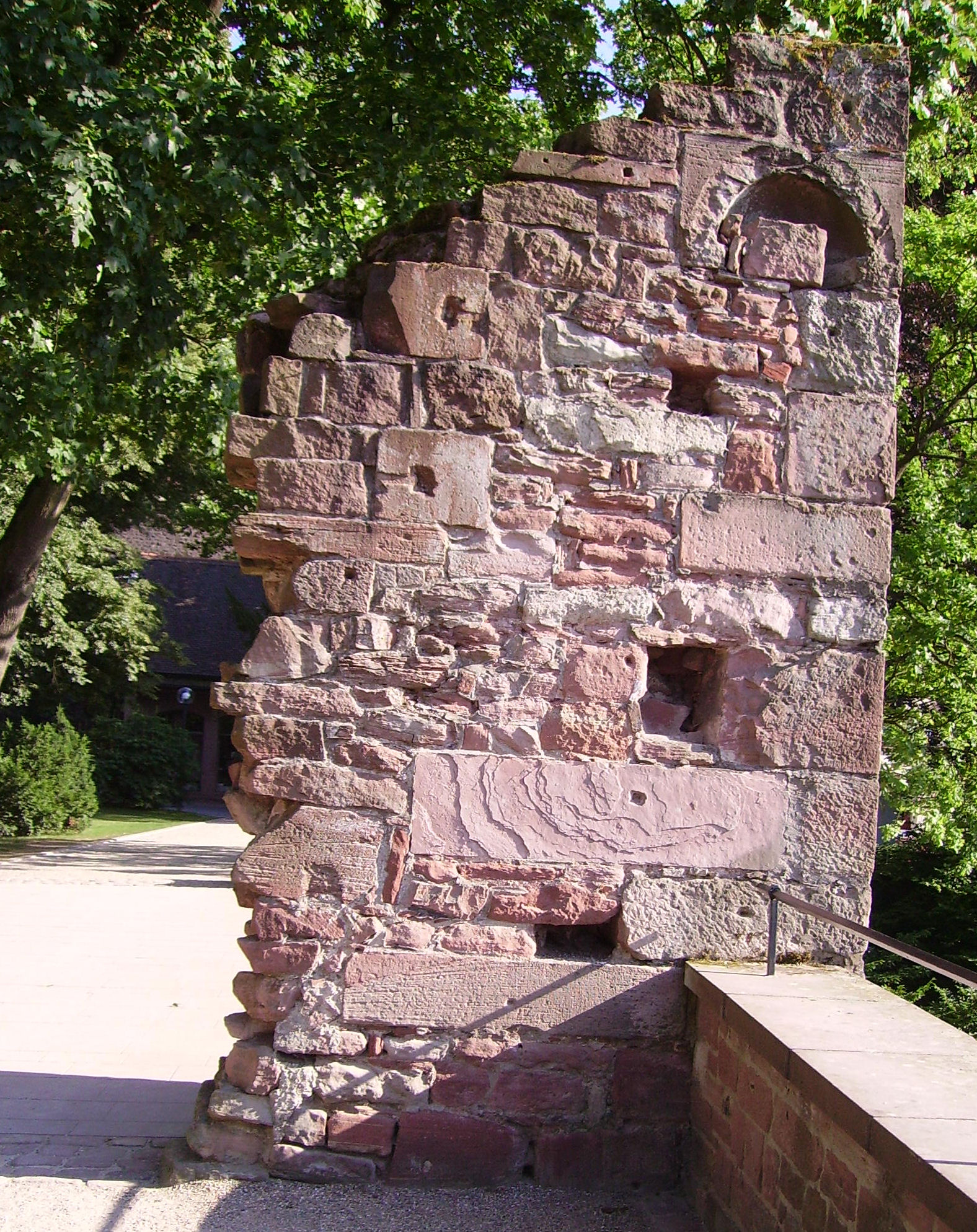
Mauerrest des früheren Vogelhauses

## Gedenktafel am Dicken Turm

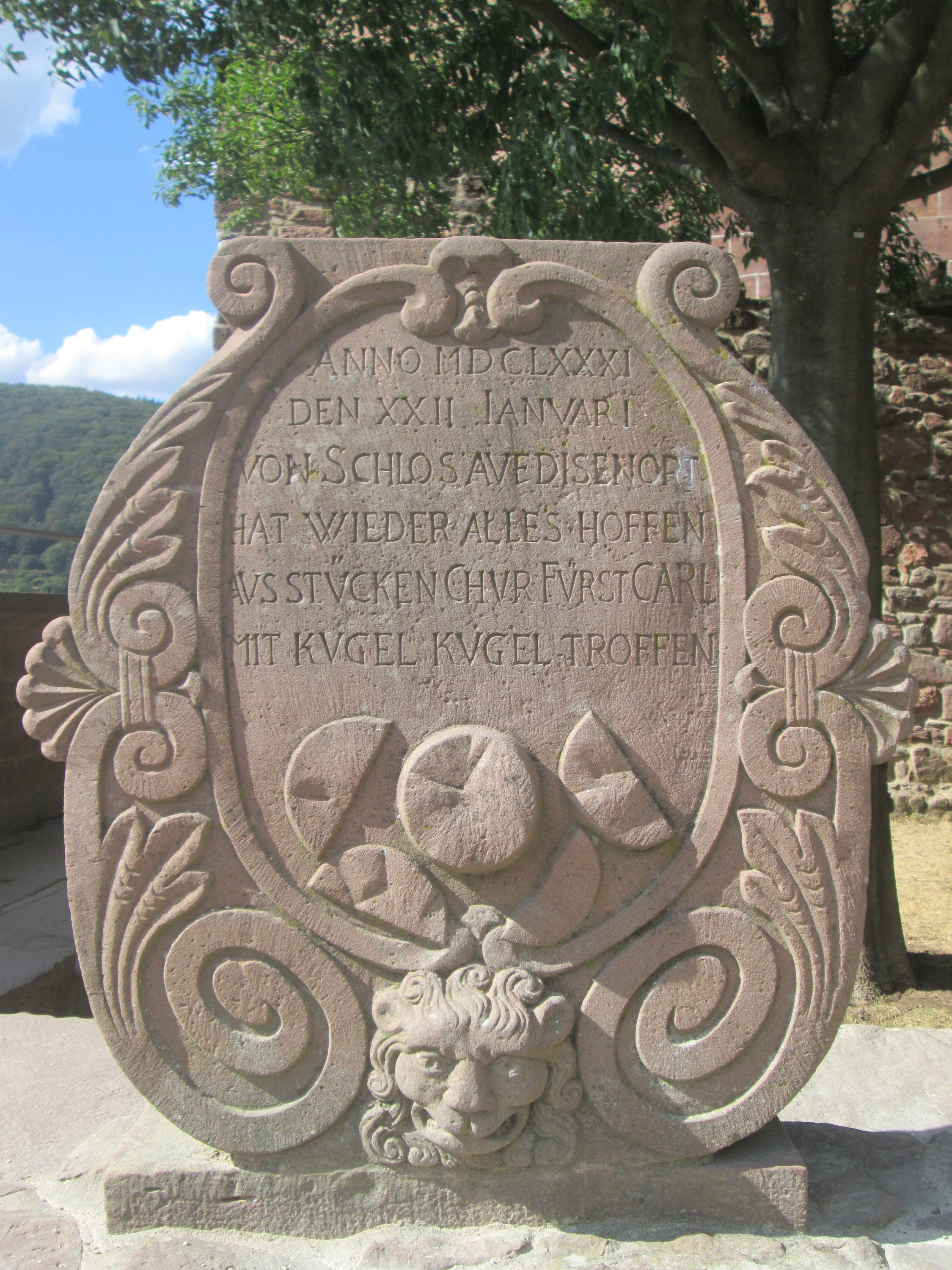
Inschriftstein vor dem Dicken Turm

Am Friesenberg, auf der Ostseite des Schlosses befand sich auch der Schießstand der kurfürstlichen Artillerie. Kurfürst Karl vergnügte sich häufig mit Schießen aus den Geschützen. Ein Inschriftstein aus dem Jahr 1681, links vor dem Dicken Turm, verweist auf seine Sonderleistung, auf die er offensichtlich sehr stolz war:
„ANNO MDCLXXXI. DEN XXII JANUARI VON SCHLOS AUF DISEN ORT HAT WIEDER ALLES HOFFEN AUS STÜCKEN CHURFÜRST CARL MIT KUGEL KUGEL TROFFEN“
Diese Inschrift soll an eine Schießleistung des Kurfürsten Karl am 22. Januar 1681 erinnern, der angeblich von zwei einander gegenüber aufgestellten Geschützen (= Stücken) Kugeln gleichzeitig abfeuern ließ, die sich in der Luft trafen. Dieser Stein wurde später in den Stückgarten versetzt, damit ihn mehr Menschen zur Kenntnis nehmen konnten.